# Clinohelea papuensis
Clinohelea papuensis är en tvåvingeart som beskrevs av Tokunaga 1966. Clinohelea papuensis ingår i släktet Clinohelea och familjen svidknott. Inga underarter finns listade i Catalogue of Life.